# Нью-Касл (Нью-Гемпшир)
Нью-Касл (англ. New Castle) — місто (англ. town) в США, в окрузі Рокінґгем штату Нью-Гемпшир. Населення — 1000 осіб (2020).

## Демографія
Згідно з переписом 2010 року, у місті мешкало 968 осіб у 449 домогосподарствах у складі 304 родин. Було 537 помешкань
Расовий склад населення:
| - 98,1 % — білих - 0,7 % — азіатів - 0,1 % — вихідців з тихоокеанських островів - 0,1 % — корінних американців - 0,1 % — чорних або афроамериканців |

До двох чи більше рас належало 0,8 %. Частка іспаномовних становила 0,5 % від усіх жителів.
За віковим діапазоном населення розподілялося таким чином: 15,5 % — особи молодші 18 років, 53,7 % — особи у віці 18—64 років, 30,8 % — особи у віці 65 років та старші. Медіана віку мешканця становила 56,1 року. На 100 осіб жіночої статі у місті припадало 84,4 чоловіків;  на 100 жінок у віці від 18 років та старших — 89,4 чоловіків також старших 18 років.
Середній дохід на одне домашнє господарство  становив 186 394 долари США (медіана — 113 281), а середній дохід на одну сім'ю — 198 941 долар (медіана — 144 813). Медіана доходів становила 111 000 доларів для чоловіків та 61 458 доларів для жінок. За межею бідності перебувало 0,8 % осіб, у тому числі 0,0 % дітей у віці до 18 років та 1,9 % осіб у віці 65 років та старших.
Цивільне працевлаштоване населення становило 463 особи. Основні галузі зайнятості: освіта, охорона здоров'я та соціальна допомога — 22,9 %, науковці, спеціалісти, менеджери — 19,2 %, фінанси, страхування та нерухомість — 17,9 %.